# PhpMyVisites
phpMyVisites je Open Source (GNU/GPL licence) aplikace napsaná v PHP. Aplikace poskytuje informace a statistiky o návštěvnosti webu.
PhpMyVisites nabízí nespočet možností pro analýzu návštěvnosti (návštěvy, zobrazené stránky, čas přístupu, vstupní/výstupní stránka, trasování návštěvy, země původu návštěvníka, hardwarovou konfiguraci, vyhledávací slovo z vyhledávače, typ prohlížeče, atd.), intuitivní ovládání, automatickou instalaci, správu více webů.
PhpMyVisites je dostupné s překladem do 27 světových jazyků včetně češtiny. Vývoj již několik stagnuje. Vývojáři na svém webu doporučují používat jako náhradu Piwik.